# Atypophthalmus (Atypophthalmus) parvapiculatus
Atypophthalmus (Atypophthalmus) parvapiculatus is een tweevleugelige uit de familie steltmuggen (Limoniidae). De soort komt voor in het Australaziatisch gebied.